# Watertoren (Dubbeldam)
De watertoren in Dubbeldam in de stad Dordrecht, provincie Zuid-Holland, is gebouwd in 1916 door Visser & Smit Hanab. De watertoren was een van de eerste geheel betonnen torens in Nederland.
De watertoren staat aan de Kromme Zandweg en heeft een hoogte van 36,40 meter. Het volume van het waterreservoir is 200 m3. De toren heeft aan de buitenkant een wenteltrap van 112 treden, die loopt naar het uitzichtsplatform.
Sinds 1973 is de watertoren hiervoor niet meer in gebruik. De toren heeft daarna nog enige tijd als zendmast gefungeerd. In 1998 konden de inwoners plannen indienen voor een nieuwe bestemming van de toren.
Momenteel is de watertoren ingericht als hotel. Daarnaast bevindt zich op de benedenverdieping een café-restaurant. Ook is er in de toren een permanente expositie. Deze expositie geeft praktische en gerichte informatie over het polderlandschap, de nabijgelegen Hollandse Biesbosch en de bijzondere geschiedenis van de watertoren.
Alblasserdam ·
Alphen aan den Rijn
(Hoorn ·
Prins Hendrikstraat) ·
Barendrecht ·
Bergambacht ·
Bodegraven ·
Boskoop ·
Boven-Hardinxveld ·
Brielle ·
Delft
(Wateringsevest ·
Stromingslaboratorium ·
Getijmodellaboratorium) ·
Den Haag ·
Dirksland ·
Dordrecht
(Villa Augustus · DuPont) ·
Dubbeldam ·
Gorinchem ·
Gouda ·
's Gravendeel ·
Hazerswoude-Rijndijk ·
Heinenoord ·
Hellevoetsluis ·
Hillegom ·
Hendrik-Ido-Ambacht ·
Katwijk ·
Klaaswaal ·
Krimpen aan de Lek ·
Kwintsheul ·
Leerdam
(1900 ·
1912 ·
1929) ·
Leiden ·
Loosduinen ·
Maassluis ·
Meije ·
Monster ·
Moordrecht ·
Naaldwijk ·
Nieuw-Lekkerland ·
Noordwijk ·
Oud-Beijerland ·
Ouderkerk aan den IJssel ·
Poeldijk ·
Rijsoord ·
Rijswijk
(Jaagpad ·
Sammersweg) ·
Roelofarendsveen ·
Rotterdam
(De Esch ·
Delfshaven ·
IJsselmonde ·
Mallegat ·
Europoort) ·
Sassenheim ·
Schoonhoven ·
Sliedrecht ·
Slikkerveer ·
Strijen ·
Vlaardingen 
(1885 ·
1895 ·
Nieuwe) ·
Voorburg ·
Voorschoten ·
Wassenaar ·
Zoetermeer ·
Zuidzijde ·
Zwijndrecht